# Yellowstone County
Yellowstone County är ett administrativt område i delstaten Montana, USA, med 147 972 invånare. Den administrativa huvudorten (county seat) är Billings.

## Geografi
Enligt United States Census Bureau så har countyt en total area på 6 861 km². 6 825 km² av den arean är land och 36 km² är vatten.

### Angränsande countyn
- Musselshell County - nord
- Rosebud County - nordost
- Treasure County - öster
- Big Horn County - syd och sydost
- Carbon County - sydväst
- Stillwater County - väster
- Golden Valley County - nordväst